# Xã Waskish, Quận Beltrami, Minnesota
Xã Waskish (tiếng Anh: Waskish Township) là một xã thuộc quận Beltrami, tiểu bang Minnesota, Hoa Kỳ. Năm 2010, dân số của xã này là 118 người.